# Kevin Álvarez
Kevin Nahin Álvarez Campos (Colima, 1999. január 15. –) a mexikói válogatott labdarúgója, aki 2018 óta a Pachucában játszik védőként.

## Pályafutása

### Klubcsapatokban
Álvarez már 2011-ben a CF Pachuca csapatában játszott: akkor még csak az U13-as korosztályban, de a következő években végigjárta a Pachuca összes ifjúsági csapatát, majd 2019. augusztus 16-án egy Puebla elleni összecsapáson bemutatkozott a felnőtt első osztályban is. A 2022-es Apertura szezonban a Pachucával bajnoki címet szerzett.

### A válogatottban
A felnőtt válogatottban először 22 évesen, 2021. július 3-án, egy Nigéria elleni barátságos mérkőzésen lépett pályára, de a következő időszakban nem került be nagyon sűrűn a válogatottba, főként csak barátságos mérkőzéseket játszott. 2022-ben azonban annak ellenére is beválogatták a világbajnokságon szereplő mexikói keretbe, hogy előtte egyetlen világbajnoki selejtezőn sem lépett pályára.

#### Mérkőzései a válogatottban
| Mexikó | Mexikó               | Mexikó                             | Mexikó       | Mexikó   | Mexikó    | Mexikó                   | Mexikó | Mexikó  |
| #      | Dátum                | Helyszín                           | Hazai        | Eredmény | Vendég    | Kiírás                   | Gólok  | Esemény |
| ------ | -------------------- | ---------------------------------- | ------------ | -------- | --------- | ------------------------ | ------ | ------- |
| 1.     | 2021. július 3.      | Los Angeles, Memorial Coliseum     | Mexikó       | 4 – 0    | Nigéria   | barátságos               | 0      | 79'     |
| 2.     | 2021. október 27.    | Charlotte, Bank of America Stadium | Mexikó       | 2 – 3    | Ecuador   | barátságos               | 0      | 46' 50' |
| 3.     | 2022. április 27.    | Orlando, Camping World Stadion     | Mexikó       | 0 – 0    | Guatemala | barátságos               | 0      |         |
| 4.     | 2022. június 14.     | Kingston, Függetlenség Park        | Jamaica      | 1 – 1    | Mexikó    | CONCACAF Nemzetek Ligája | 0      |         |
| 5.     | 2022. augusztus 31.  | Atlanta, Mercedes-Benz Stadion     | Mexikó       | 0 – 1    | Paraguay  | barátságos               | 0      | 65'     |
| 6.     | 2022. szeptember 24. | Pasadena, Rose Bowl                | Mexikó       | 1 – 0    | Peru      | barátságos               | 0      |         |
| 7.     | 2022. szeptember 27. | Santa Clara, Levi’s Stadium        | Mexikó       | 2 – 3    | Kolumbia  | barátságos               | 0      | 61'     |
| 8.     | 2022. november 9.    | Gerona, Estadio Montilivi          | Mexikó       | 4 – 0    | Irak      | barátságos               | 0      | 46'     |
| 9.     | 2022. november 26.   | Loszaíl, Loszaíli Nemzeti Stadion  | Argentína    | 2 – 0    | Mexikó    | vb-csoportkör            | 0      | 66'     |
| 10.    | 2022. november 30.   | Loszaíl, Loszaíli Nemzeti Stadion  | Szaúd-Arábia | 1 – 2    | Mexikó    | vb-csoportkör            | 0      | 86'     |
|        | Összesen             |                                    |              | 10       | mérkőzés  |                          | 0      | gól     |